# Polgármester-választások Csévharaszton
1990 és 2019 között nyolc polgármester-választást tartottak Csévharaszton.
A választásokon 2014-ig, hét egymás követő választáson Mocsáry Balázs nyerte el a szavazók többségének bizalmát. 2019 ősze óta Pulisch József a község első embere.
A részvételi hajlandóság 35% és 55% körül szóródott.
Csévharaszt képviselő-testületének a létszáma 2010-ig 9 fő volt, azóta a testület 6 főből áll.

## Háttér
A kétezer fős település Pest vármegyében található. A község 1950-ben jött létre, az addig Nyáregyházához tartozó területekből. Létrejöttekor a Pusztacsév nevet kapta, a Csévharaszt nevet 1951-től viseli. Kezdetektől fogva a Monori járáshoz tartozott (a rendszerváltás előtt a Monori nagyközségkörnyékhez, 1994 után pedig a Monori kistérséghez).
1973 és 1989 között a szomszédos községgel, Vasaddal együtt alkotott közös tanácsot, melynek székhelye Vasadon volt. A közös tanács elnöke 1985-től Magda Gyula, a csévharaszti elöljáróság vezetője pedig Kovács György volt.
1990. január 1-től újra önállóan igazgathatja magát a település. Az önállóvá vált község tanácselnöke Mocsáry Balázs lett.

### Alapadatok
| Év   | Jelöltek | Részvétel |
| ---- | -------- | --------- |
| 1994 | 1        | 37%       |
| 1998 | 3        | 40%       |
| 2002 | 2        | 55%       |
| 2006 | 2        | 49%       |
| 2010 | 2        | 46%       |
| 2014 | 4        | 44%       |
| 2019 | 2        | 39%       |

A település lakóinak a száma 1 500 és 2 000 körül mozgott a rendszerváltás utáni negyedszázadban.
A község lélekszámából fakadóan a képviselő-testület létszáma előbb 9 fős volt, majd a 2010-es önkormányzati reformot követően 6 fős lett.
Jellemzően több jelölt szállt versenybe a polgármesteri tisztségért, a hivatalban lévő vezető pedig egy kivételével minden választáson rajtvonalhoz állt.
Az átlagos részvételi hajlandóság 45% körül mozgott, de igen nagy kilengésekkel: 1994-ben 37% alatt maradt, míg 2002-ben 55% fölé emelkedett a választói kedv. (Az 1990-es választásokról nem állnak rendelkezésre részletes adatok.)
Időközi polgármester-választásra nem került sor.
| 1990 | szept.30. | 1 518 | (nincs adat) | (nincs adat) | (nincs adat) | (nincs adat) |
| 1994 | dec.11.   | 1 590 | +72          | 1 187        | 438          | 36,9%        |
| 1998 | okt.18.   | 1 716 | +126         | 1 318        | 523          | 39,7%        |
| 2002 | okt.20.   | 1 896 | +180         | 1 409        | 779          | 55,3%        |
| 2006 | okt.1.    | 1 927 | +31          | 1 453        | 710          | 48,9%        |
| 2010 | okt.3.    | 1 996 | +69          | 1 563        | 719          | 46,0%        |
| 2014 | okt.12.   | 1 968 | –28          | 1 601        | 703          | 43,9%        |
| 2019 | okt.13.   | 2 031 | +63          | 1 684        | 651          | 38,7%        |

## Választások
| \| 1990 \| |                                         |          |                 |
| Jelölt     | Jelölt                                  | Szavazat | Szavazat        |
|            | Mocsáry Balázs –                        | n.a.     | n.a.            |
|            | {{{jelölt2}}} –                         |          | {{{százalék2}}} |
|            | {{{jelölt3}}} –                         |          | {{{százalék3}}} |
|            | {{{jelölt4}}} –                         |          | {{{százalék4}}} |
|            | {{{jelölt5}}} –                         |          | {{{százalék5}}} |
|            | {{{jelölt6}}} –                         |          | {{{százalék6}}} |
|            | {{{jelölt7}}} –                         |          | {{{százalék7}}} |
|            | {{{jelölt8}}} –                         |          | {{{százalék8}}} |
|            | {{{jelölt9}}} –                         |          | {{{százalék9}}} |
|            | további jelöltekről nincs elérhető adat |          |                 |
|            |                                         |          |                 |
| 1990       |                                         |          |                 |

| \| 1994 \| \| Részvétel: 37% \| |                  |                |                 |
| Jelölt                          | Jelölt           | Szavazat       | Szavazat        |
|                                 | Mocsáry Balázs – | 426            | 100%            |
|                                 | {{{jelölt2}}} –  |                | {{{százalék2}}} |
|                                 | {{{jelölt3}}} –  |                | {{{százalék3}}} |
|                                 | {{{jelölt4}}} –  |                | {{{százalék4}}} |
|                                 | {{{jelölt5}}} –  |                | {{{százalék5}}} |
|                                 | {{{jelölt6}}} –  |                | {{{százalék6}}} |
|                                 | {{{jelölt7}}} –  |                | {{{százalék7}}} |
|                                 | {{{jelölt8}}} –  |                | {{{százalék8}}} |
|                                 | {{{jelölt9}}} –  |                | {{{százalék9}}} |
|                                 |                  |                |                 |
|                                 |                  |                |                 |
| 1994                            |                  | Részvétel: 37% |                 |

| \| 1998 \| \| Részvétel: 40% \| |                  |                |                 |
| Jelölt                          | Jelölt           | Szavazat       | Szavazat        |
|                                 | Mocsáry Balázs – | 350            | 67,3%           |
|                                 | Manulek József – | 116            | 22,3%           |
|                                 | Rendek Sándor –  | 54             | 10,4%           |
|                                 | {{{jelölt4}}} –  |                | {{{százalék4}}} |
|                                 | {{{jelölt5}}} –  |                | {{{százalék5}}} |
|                                 | {{{jelölt6}}} –  |                | {{{százalék6}}} |
|                                 | {{{jelölt7}}} –  |                | {{{százalék7}}} |
|                                 | {{{jelölt8}}} –  |                | {{{százalék8}}} |
|                                 | {{{jelölt9}}} –  |                | {{{százalék9}}} |
|                                 |                  |                |                 |
|                                 |                  |                |                 |
| 1998                            |                  | Részvétel: 40% |                 |

| \| 2002 \| \| Részvétel: 55% \| |                  |                |                 |
| Jelölt                          | Jelölt           | Szavazat       | Szavazat        |
|                                 | Mocsáry Balázs – | 551            | 71,8%           |
|                                 | Fodor Imre –     | 216            | 28,2%           |
|                                 | {{{jelölt3}}} –  |                | {{{százalék3}}} |
|                                 | {{{jelölt4}}} –  |                | {{{százalék4}}} |
|                                 | {{{jelölt5}}} –  |                | {{{százalék5}}} |
|                                 | {{{jelölt6}}} –  |                | {{{százalék6}}} |
|                                 | {{{jelölt7}}} –  |                | {{{százalék7}}} |
|                                 | {{{jelölt8}}} –  |                | {{{százalék8}}} |
|                                 | {{{jelölt9}}} –  |                | {{{százalék9}}} |
|                                 |                  |                |                 |
|                                 |                  |                |                 |
| 2002                            |                  | Részvétel: 55% |                 |

| \| 2006 \| \| Részvétel: 49% \| |                  |                |                 |
| Jelölt                          | Jelölt           | Szavazat       | Szavazat        |
|                                 | Mocsáry Balázs – | 453            | 64,8%           |
|                                 | Fodor Imre –     | 246            | 35,2%           |
|                                 | {{{jelölt3}}} –  |                | {{{százalék3}}} |
|                                 | {{{jelölt4}}} –  |                | {{{százalék4}}} |
|                                 | {{{jelölt5}}} –  |                | {{{százalék5}}} |
|                                 | {{{jelölt6}}} –  |                | {{{százalék6}}} |
|                                 | {{{jelölt7}}} –  |                | {{{százalék7}}} |
|                                 | {{{jelölt8}}} –  |                | {{{százalék8}}} |
|                                 | {{{jelölt9}}} –  |                | {{{százalék9}}} |
|                                 |                  |                |                 |
|                                 |                  |                |                 |
| 2006                            |                  | Részvétel: 49% |                 |

| \| 2010 \| \| Részvétel: 46% \| |                  |                |                 |
| Jelölt                          | Jelölt           | Szavazat       | Szavazat        |
|                                 | Mocsáry Balázs – | 484            | 67,8%           |
|                                 | Oláh János –     | 230            | 32,2%           |
|                                 | {{{jelölt3}}} –  |                | {{{százalék3}}} |
|                                 | {{{jelölt4}}} –  |                | {{{százalék4}}} |
|                                 | {{{jelölt5}}} –  |                | {{{százalék5}}} |
|                                 | {{{jelölt6}}} –  |                | {{{százalék6}}} |
|                                 | {{{jelölt7}}} –  |                | {{{százalék7}}} |
|                                 | {{{jelölt8}}} –  |                | {{{százalék8}}} |
|                                 | {{{jelölt9}}} –  |                | {{{százalék9}}} |
|                                 |                  |                |                 |
|                                 |                  |                |                 |
| 2010                            |                  | Részvétel: 46% |                 |

| \| 2014 \| \| Részvétel: 44% \| |                   |                |                 |
| Jelölt                          | Jelölt            | Szavazat       | Szavazat        |
|                                 | Mocsáry Balázs –  | 314            | 45,4%           |
|                                 | Varga Péter –     | 193            | 27,9%           |
|                                 | Manulek József –  | 119            | 17,2%           |
|                                 | Cseszlai Sándor – | 66             | 9,5%            |
|                                 | {{{jelölt5}}} –   |                | {{{százalék5}}} |
|                                 | {{{jelölt6}}} –   |                | {{{százalék6}}} |
|                                 | {{{jelölt7}}} –   |                | {{{százalék7}}} |
|                                 | {{{jelölt8}}} –   |                | {{{százalék8}}} |
|                                 | {{{jelölt9}}} –   |                | {{{százalék9}}} |
|                                 |                   |                |                 |
|                                 |                   |                |                 |
| 2014                            |                   | Részvétel: 44% |                 |

| \| 2019 \| \| Részvétel: 39% \| |                  |                |                 |
| Jelölt                          | Jelölt           | Szavazat       | Szavazat        |
|                                 | Pulisch József – | 478            | 74,0%           |
|                                 | Varga Péter –    | 168            | 26,0%           |
|                                 | {{{jelölt3}}} –  |                | {{{százalék3}}} |
|                                 | {{{jelölt4}}} –  |                | {{{százalék4}}} |
|                                 | {{{jelölt5}}} –  |                | {{{százalék5}}} |
|                                 | {{{jelölt6}}} –  |                | {{{százalék6}}} |
|                                 | {{{jelölt7}}} –  |                | {{{százalék7}}} |
|                                 | {{{jelölt8}}} –  |                | {{{százalék8}}} |
|                                 | {{{jelölt9}}} –  |                | {{{százalék9}}} |
|                                 |                  |                |                 |
|                                 |                  |                |                 |
| 2019                            |                  | Részvétel: 39% |                 |

| Áttekintő táblázat | Áttekintő táblázat         | Áttekintő táblázat         | Áttekintő táblázat         | Áttekintő táblázat | Áttekintő táblázat | Áttekintő táblázat | Áttekintő táblázat |
| Év                 | Megválasztott polgármester | Megválasztott polgármester | Megválasztott polgármester | Szavazat           | Szavazat           | Előny a 2. előtt   | Előny a 2. előtt   |
| Év                 | név                        | szervezet                  | szervezet                  | db                 | Érv.%              | db                 | %                  |
| ------------------ | -------------------------- | -------------------------- | -------------------------- | ------------------ | ------------------ | ------------------ | ------------------ |
| 1990               | Mocsáry Balázs             |                            | –                          | (nincs adat)       | (nincs adat)       | (nincs adat)       | (nincs adat)       |
| 1994               | Mocsáry Balázs             |                            | –                          | 426                | 100,0%             | –                  | –                  |
| 1998               | Mocsáry Balázs             |                            | –                          | 350                | 67,3%              | +234               | +45%               |
| 2002               | Mocsáry Balázs             |                            | –                          | 551                | 71,8%              | +335               | +44%               |
| 2006               | Mocsáry Balázs             |                            | –                          | 453                | 64,8%              | +207               | +30%               |
| 2010               | Mocsáry Balázs             |                            | –                          | 484                | 67,8%              | +254               | +36%               |
| 2014               | Mocsáry Balázs             |                            | –                          | 314                | 45,4%              | +121               | +17%               |
| 2019               | Pulisch József             |                            | –                          | 478                | 74,0%              | +310               | +48%               |

| Kiegészítő adatok | Kiegészítő adatok | Kiegészítő adatok | Kiegészítő adatok | Kiegészítő adatok | Kiegészítő adatok |
| Év                | jelöltek száma    | HL?               | Rész- vétel       | Érvényes szavazat | Érvény- telen     |
| ----------------- | ----------------- | ----------------- | ----------------- | ----------------- | ----------------- |
| 1990              | n.a.              | ✓                 | (nincs adat)      | (nincs adat)      | (nincs adat)      |
| 1994              | 1                 | ✓                 | 37%               | 426               | 2,7%              |
| 1998              | 3                 | ✓                 | 40%               | 520               | 0,6%              |
| 2002              | 2                 | ✓                 | 55%               | 767               | 1,5%              |
| 2006              | 2                 | ✓                 | 49%               | 699               | 1,6%              |
| 2010              | 2                 | ✓                 | 46%               | 714               | 0,7%              |
| 2014              | 4                 | ✓                 | 44%               | 692               | 1,6%              |
| 2019              | 2                 | ✗                 | 39%               | 646               | 0,9%              |

| Összehasonlító tábla (1994 óta) | Összehasonlító tábla (1994 óta) | Összehasonlító tábla (1994 óta) | Összehasonlító tábla (1994 óta) | Összehasonlító tábla (1994 óta) | Összehasonlító tábla (1994 óta) | Összehasonlító tábla (1994 óta) | Összehasonlító tábla (1994 óta) | Összehasonlító tábla (1994 óta) |
| Év                              | Polgármester-jelölt             | Polgármester-jelölt             | Polgármester-jelölt             | #.                              | Szavazat                        | Szavazat                        | Szavazat                        | Szavazat                        |
| Év                              | név                             | szervezet                       | szervezet                       | #.                              | db                              | jogosultak arányában            | szavazók arányában              | érvényes szavazatok arányában   |
| ------------------------------- | ------------------------------- | ------------------------------- | ------------------------------- | ------------------------------- | ------------------------------- | ------------------------------- | ------------------------------- | ------------------------------- |
| 1994                            | Mocsáry Balázs                  |                                 | –                               | 1.                              | 426                             | 35,9%                           | 97,3%                           | 100,0%                          |
| 1998                            | Mocsáry Balázs                  |                                 | –                               | 1.                              | 350                             | 26,6%                           | 66,9%                           | 67,3%                           |
| 1998                            | Manulek József                  |                                 | –                               | 2.                              | 116                             | 8,8%                            | 22,2%                           | 22,3%                           |
| 1998                            | Rendek Sándor                   |                                 | –                               | 3.                              | 54                              | 4,1%                            | 10,3%                           | 10,4%                           |
| 2002                            | Mocsáry Balázs                  |                                 | –                               | 1.                              | 551                             | 39,1%                           | 70,7%                           | 71,8%                           |
| 2002                            | Fodor Imre                      |                                 | –                               | 2.                              | 216                             | 15,3%                           | 27,7%                           | 28,2%                           |
| 2006                            | Mocsáry Balázs                  |                                 | –                               | 1.                              | 453                             | 31,2%                           | 63,8%                           | 64,8%                           |
| 2006                            | Fodor Imre                      |                                 | –                               | 2.                              | 246                             | 16,9%                           | 34,6%                           | 35,2%                           |
| 2010                            | Mocsáry Balázs                  |                                 | –                               | 1.                              | 484                             | 31,0%                           | 67,3%                           | 67,8%                           |
| 2010                            | Oláh János                      |                                 | –                               | 2.                              | 230                             | 14,7%                           | 32,0%                           | 32,2%                           |
| 2014                            | Mocsáry Balázs                  |                                 | –                               | 1.                              | 314                             | 19,6%                           | 44,7%                           | 45,4%                           |
| 2014                            | Varga Péter                     |                                 | –                               | 2.                              | 193                             | 12,1%                           | 27,5%                           | 27,9%                           |
| 2014                            | Manulek József                  |                                 | –                               | 3.                              | 119                             | 7,4%                            | 16,9%                           | 17,2%                           |
| 2014                            | Cseszlai Sándor                 |                                 | –                               | 4.                              | 66                              | 4,1%                            | 9,4%                            | 9,5%                            |
| 2019                            | Pulisch József                  |                                 | –                               | 1.                              | 478                             | 28,4%                           | 73,4%                           | 74,0%                           |
| 2019                            | Varga Péter                     |                                 | –                               | 2.                              | 168                             | 10,0%                           | 25,8%                           | 26,0%                           |

## Polgármesterek
| 1990–1994      | 1994–1998      | 1998–2002      | 2002–2006      | 2006–2010      | 2010–2014      | 2014–2019      | 2019–2024      |
| -------------- | -------------- | -------------- | -------------- | -------------- | -------------- | -------------- | -------------- |
| Mocsáry Balázs | Mocsáry Balázs | Mocsáry Balázs | Mocsáry Balázs | Mocsáry Balázs | Mocsáry Balázs | Mocsáry Balázs | Pulisch József |
|                |                |                |                |                |                |                |                |
| –              | –              | –              | –              | –              | –              | –              | –              |
|                |                |                |                |                |                |                |                |